# Hjoksin vonal
A Hjoksin vonal (hangul: 혁신선, Hjoksinszon, handzsa: 革新線, RR: Hyeoksinseon, ’Újítás’) a phenjani metró újabb vonala, legújabb állomását 1978. szeptember 9-én adták át. Hossza kb. 15 km, nyomtávja a szabványos 1435 mm.
| Állomás neve                            | Állomás neve                            | Állomás neve                            | Jelentése                               | Itt található                             | Megnyitás                               | Hely                                    | Hely                                    |
| Koreaiul                                | Handzsa                                 | Magyar átírásban                        | Jelentése                               | Itt található                             | Megnyitás                               | Hely                                    | Hely                                    |
| 2-es „Hjoksin (Hyŏksin)” vonal (혁신선) | 2-es „Hjoksin (Hyŏksin)” vonal (혁신선) | 2-es „Hjoksin (Hyŏksin)” vonal (혁신선) | 2-es „Hjoksin (Hyŏksin)” vonal (혁신선) | 2-es „Hjoksin (Hyŏksin)” vonal (혁신선)   | 2-es „Hjoksin (Hyŏksin)” vonal (혁신선) | 2-es „Hjoksin (Hyŏksin)” vonal (혁신선) | 2-es „Hjoksin (Hyŏksin)” vonal (혁신선) |
| --------------------------------------- | --------------------------------------- | --------------------------------------- | --------------------------------------- | ----------------------------------------- | --------------------------------------- | --------------------------------------- | --------------------------------------- |
| 광복                                    | 光復                                    | Kvangbok (Kwangbŏk)                     | Felszabadulás a japán megszállás alól   |                                           | 1978. szeptember 9.                     | Phenjan (P'yŏngyang)                    | Mangjongde-kujok (Man'gyŏngdae-kuyŏk)   |
| 건국                                    | 建國                                    | Konguk (Kŏn’guk)                        | Országépítés                            | Pothonggang-kujok (Pot'onggang-kuyŏk)     | 1978. szeptember 9.                     | Phenjan (P'yŏngyang)                    |                                         |
| 황금벌                                  | 黃金-                                   | Hvanggumbol (Hwanggŭmbŏl)               | Aranymezők                              | Pothonggang-kujok (Pot'onggang-kuyŏk)     | 1978. szeptember 6.                     | Phenjan (P'yŏngyang)                    |                                         |
| 건설                                    | 建設                                    | Konszol (Kŏnsŏl)                        | Építkezés                               | Pothonggang-kujok (Pot'onggang-kuyŏk)     | 1978. szeptember 6.                     | Phenjan (P'yŏngyang)                    |                                         |
| 혁신                                    | 革新                                    | Hjoksin (Hyŏksin)                       | Újítás                                  | Pothonggang-kujok (Pot'onggang-kuyŏk)     | 1975. szeptember 9.                     | Phenjan (P'yŏngyang)                    |                                         |
| 전승                                    | 戰勝                                    | Csonszung (Chŏnsŭng)                    | Hódítás                                 | Átszállás a Cshollima (Ch'ŏllima) vonalra | 1975. szeptember 9.                     | Phenjan (P'yŏngyang)                    | Moranbong-kujok (Moranbong-kuyŏk)       |
| 삼흥                                    | 三興                                    | Szamhung (Samhŭng)                      | Három eredet                            | Kim Ir Szen (Kim Il-sung) Egyetem         | 1975. szeptember 9.                     | Phenjan (P'yŏngyang)                    | Teszong-kujok (Taesŏng-kuyŏk)           |
| 광명                                    | 光明                                    | Kvangmjong (Kwangmyŏng)                 | Fényesség                               | Kim Ir Szen (Kim Il-sung) Mauzóleum       | 1975. szeptember 9.                     | Phenjan (P'yŏngyang)                    | Teszong-kujok (Taesŏng-kuyŏk)           |
| 락원                                    | 樂園                                    | Ragvon (Ragwŏn)                         | Édenkert                                | Phenjani Állatkert                        | 1975. szeptember 9.                     | Phenjan (P'yŏngyang)                    | Teszong-kujok (Taesŏng-kuyŏk)           |

A Kvangmjong (Kwangmyŏng) állomást Kim Ir Szen (Kim Il-sung) tiszteletére 1995-ben örökre lezárták, és a területén alakították ki a mauzóleumát. A szerelvények azóta ezen az állomáson nem állnak meg.